# András Radó
András Radó (ur. 9 września 1993 w Pápa) – węgierski piłkarz występujący na pozycji pomocnika. Od 2020 zawodnik Vasas FC. 

## Sukcesy
Ferencváros
- Mistrzostwo Węgier: 2015/2016

Zalaegerszegi TE
- Król strzelców ligi węgierskiej: 2019/2020